# 313 (szám)
A 313 (római számmal: CCCXIII) egy természetes szám, prímszám.

## A szám a matematikában
A tízes számrendszerbeli 313-as a kettes számrendszerben 100111001, a nyolcas számrendszerben 471, a tizenhatos számrendszerben 139 alakban írható fel.
A 313 páratlan szám, prímszám. Normálalakban a 3,13 · 102 szorzattal írható fel.
A 313 négyzete 97 969, köbe 30 664 297, négyzetgyöke 17,69181, köbgyöke 6,78966, reciproka 0,0031949. A 313 egység sugarú kör kerülete 1966,637 egység, területe 307 778,69068 területegység; a 313 egység sugarú gömb térfogata 128 446 306,9 térfogategység.